# Canon DEFA 30 mm

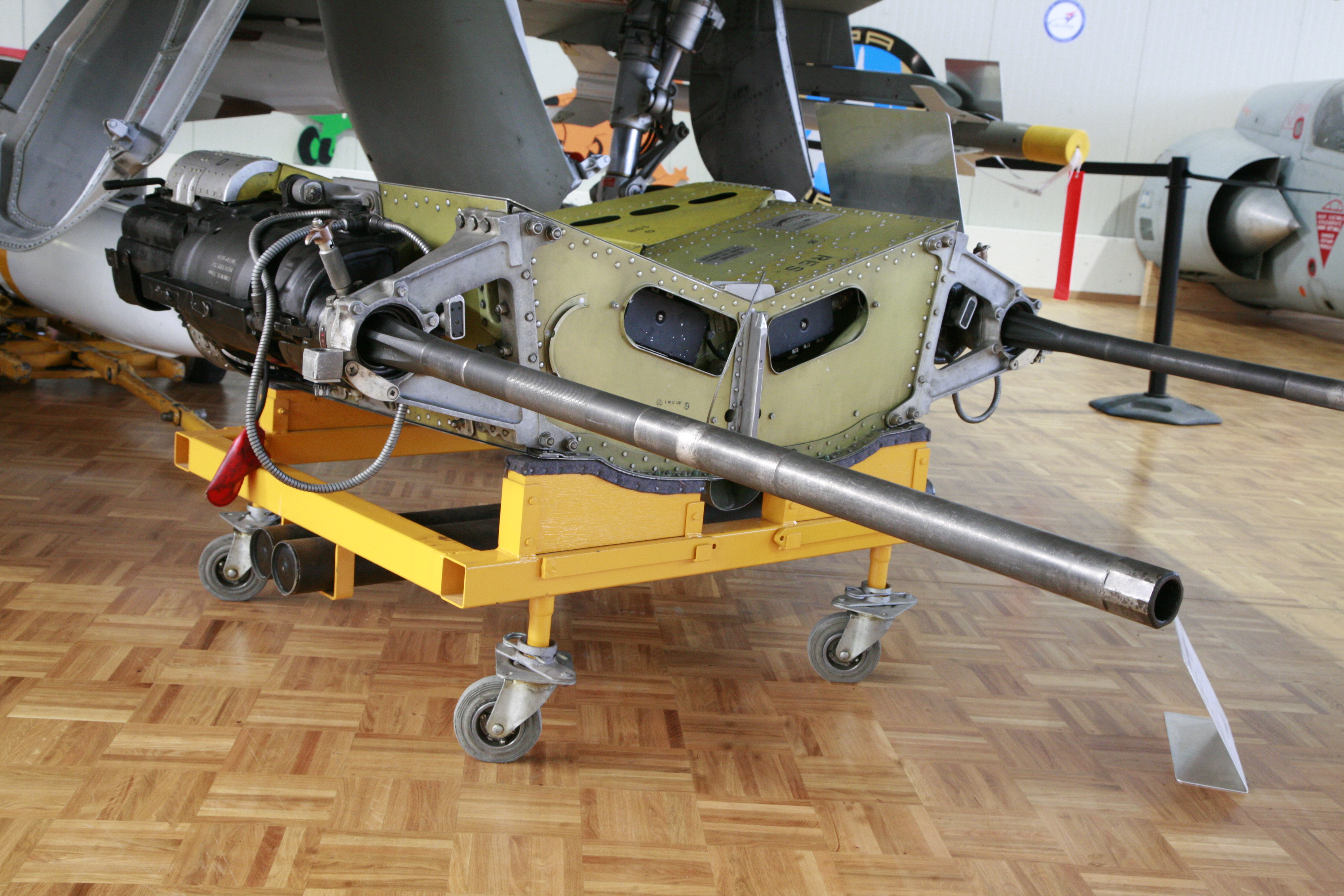
Canon DEFA 30 mm en montage jumelé sur Mirage III.

Le canon aérien 552 de calibre 30 × 113 mm est un canon revolver à cinq chambres fabriqué par la DEFA. Il arma les principaux avions de combat de l'armée de l'air française à partir de 1953. Son système de mise à feu électrique fonctionne grâce au courant continu de bord 24/28 V négatif à la masse.

## Versions
- DEFA 551 : Équipe le Mystère IV, le Mystère IIC et le SO-4050 Vautour.
- DEFA 552 : Équipe le Dassault Super Mystère B2, le Étendard IV et l’Aeritalia G.91Y.
- DEFA 552A : Équipe les Mirage III/5/50, les Nesher/Dagger/Finger, le IAI Kfir et le IAI Lavi.
- DEFA 553 : Équipe le Dassault Mirage F1, l'Alpha Jet, le Jaguar, le Dassault Super Étendard, le Mirage 2000D RMV, l’Aermacchi MB-326K, le CASA C-101, le Atlas Cheetah, le Impala Mk II, le IA-58B/C et le IA-63.
- DEFA 554 : Équipe les Mirage 2000 monoplaces, le AMX-A1, le IA-58D et le IA-63.

## Appareils armés de canon(s) DEFA

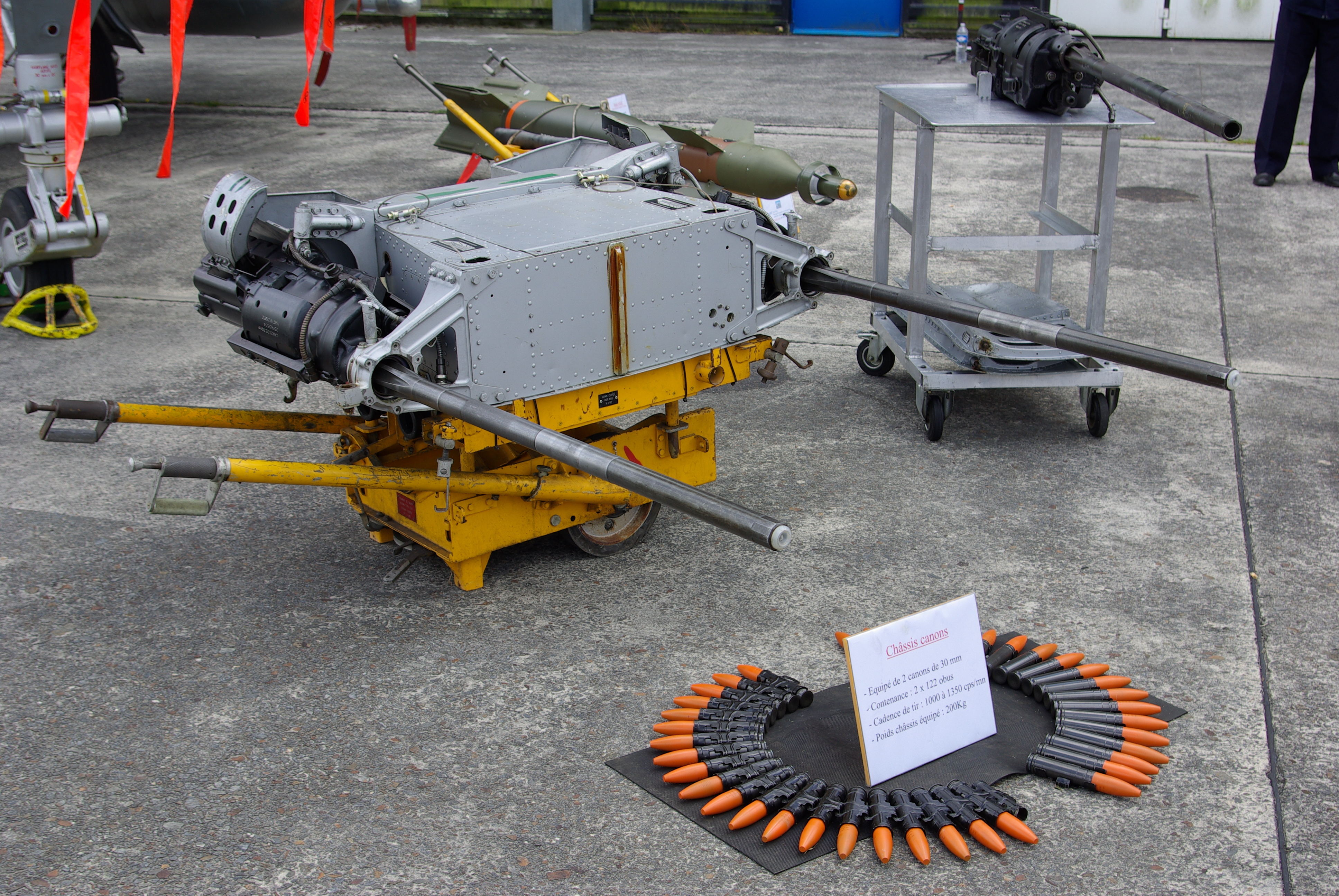
Châssis canons du Dassault Super Étendard et ses obus.

### Français
La Société des avions Marcel Dassault a beaucoup utilisé ce canon de calibre 30 mm sur ses avions de chasse : Mystère II, Mystère IV, Dassault Super Mystère B2, Mirage III/V, Dassault Étendard, Dassault Super Étendard, Mirage F1, SEPECAT Jaguar, et Mirage 2000 ainsi que l'Alphajet. Il a également armé le SO.4050 Vautour.

### Étrangers
Performant, ce canon fit partie de l'armement de base des chasseurs suivants :
IAI Nesher, IAI Kfir, IAI Lavi, Aeritalia G.91Y, Aermacchi MB-326K et Atlas Cheetah. Ils furent aussi montés a posteriori sur les A-4 Skyhawk argentins et israéliens.

## Caractéristiques
- Calibre : 30 mm

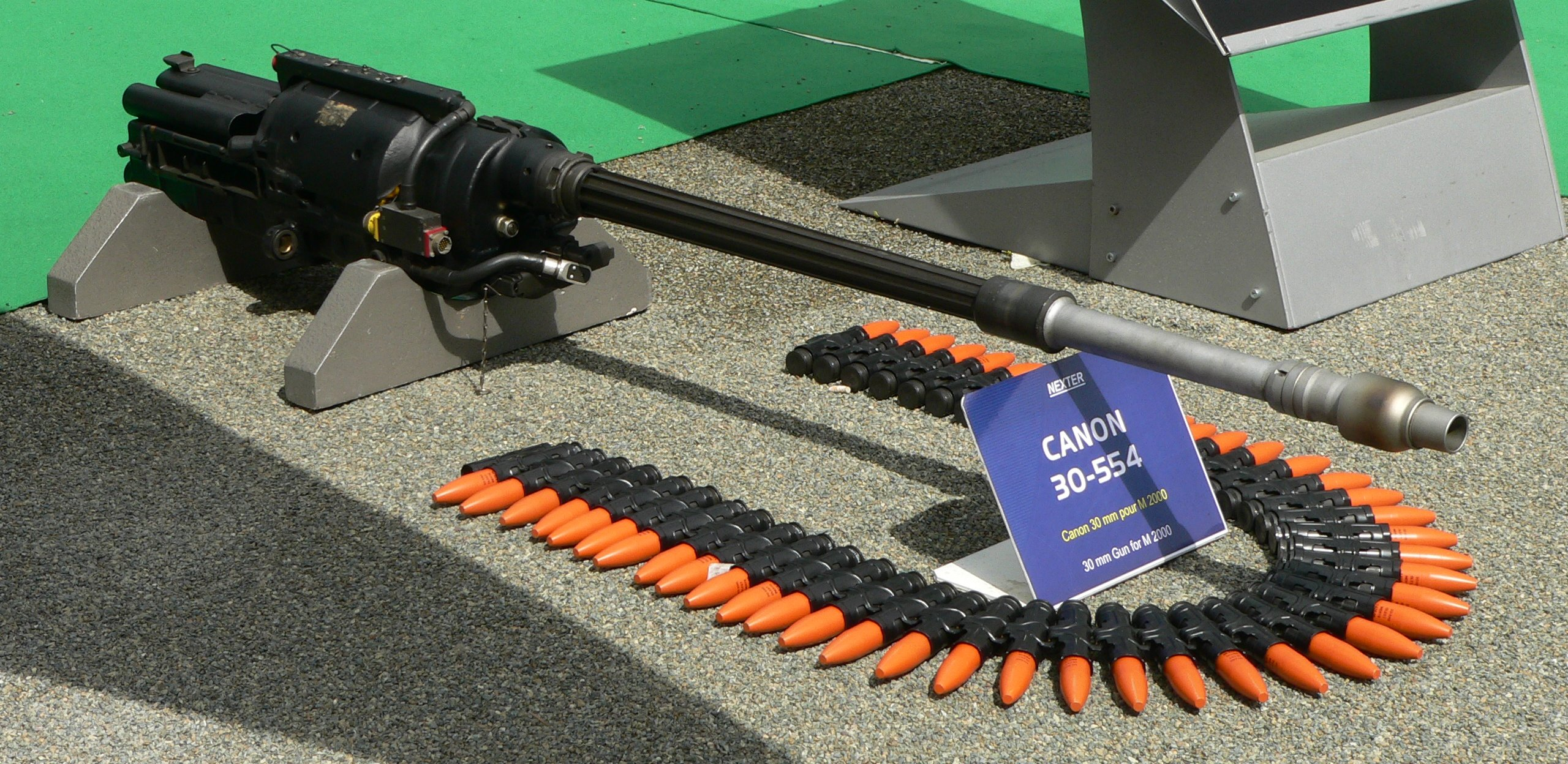
Canon DEFA 554 sur Mirage 2000

- Longueur hors tout du canon : 1 958 mm
- Masse du canon avec dispositif pyrotechnique de réarmement : 80 kg
- cadence de tir : 1 100 à 1 350 cps/min (pour le DEFA 553)
- Portée : 1 000 m
- Alimentation : selon avion soit 125 ou 150 munitions.
- Barillet à cinq chambres
- Tube :
  - Masse : 12,1 kg
  - Longueur : 1 400 mm

## Munitions
- Obus Mine Explosif Incendiaire (O.M.E.I)
- Obus Semi-Perforant Explosif Incendiaire (O.S.P.E.I)

## Pays utilisateurs
- France: Mirage 2000, précédemment Super Étendard, Mirage F1, Jaguar, Mirage 5, Étendard IVM, Mirage III, Super Mystère B2, Mystère IV, Mystère IIC, et Vautour II
- Émirats arabes unis: Mirage 2000-9[1], précédemment Mirage 5, Mirage III, et MB-326K
- Inde: Mirage 2000I/TI, précédemment Mystère IV
- Grèce: Mirage 2000-5 Mk2, précédemment Mirage F1
- Colombie: Kfir Block 60, précédemment Mirage 5
- Brésil: AMX, précédemment Mirage 2000C/B et Mirage III
- Qatar: Mirage 2000-5, précédemment Mirage F1
- Taïwan: Mirage 2000-5
- Maroc: Mirage F1 ASTRAC
- Pakistan: Mirage 5 ROSE et Mirage III
- Équateur: Cheetah, précédemment Mirage F1, Kfir, Mirage 50 et Impala Mk II
- Argentine: Super Étendard Modernisé, A-4 et IA-63, précédemment IA-58, Finger, Dagger, Mirage 5P, et Mirage III
- Pérou: Mirage 2000P/DP, précédemment Mirage 5P
- Égypte: Mirage 2000EM/BM et Mirage 5
- Iran: Mirage F1
- Sri Lanka: Kfir[2]
- Chili: A-36 Toqui/C-101CC, précédemment Mirage 50, Mirage 5 et Mirage III
- Gabon: Mirage F1, précédemment Mirage 5
- Libye: Mirage F1, précédemment Mirage 5

### Anciens utilisateurs
- Espagne: Mirage F1 et Mirage III
- Afrique du Sud: Cheetah, Mirage F1, Nesher, Mirage III et Impala Mk II
- Israël: A-4, Lavi, Kfir, Nesher, Mirage 5, Mirage IIIC, Super Mystère B2, Mystère IV, et Vautour II
- Jordanie: C-101CC et Mirage F1
- Irak: Super Étendard and Mirage F1
- Koweït: Mirage F1
- Venezuela: Mirage 50, Mirage 5 et Mirage III
- Arabie saoudite: Mirage 5
- Belgique: Mirage 5
- Zaïre: Mirage 5 et MB-326K
- Australie: Mirage III
- Liban: Mirage III
- Portugal: Mirage III
- Honduras: Super Mystère B2
- Italie: G.91Y
- Indonésie: A-4
- Ghana: MB-326K
- Tunisie: MB-326K
- 🇨🇭 Suisse: Mirage III